# Serra do Marão
Serra do Marão je pohoří v severním Portugalsku - v Severoportugalské hornatině, v regionu Norte. S maximální výškou 1415 m je 6. nejvyšším pohořím pevninské části Portugalska. Nejvyšší horou je Marão, na jejímž vrcholu se nachází astronomická observatoř a komplex radiotelevizních vysílačů. Bezlesé ploché hřbety v nejvyšších částech pohoří byly v poslední době využity pro umístění značného množství větrných elektráren.

## Geologie
Z geologického hlediska je pohoří součástí Iberského masivu, který je souborem předkambrických krystalických břidlic prostoupeným hlubinnými vyvřelinami granitického typu. Pohoří se vyznačuje zaoblenými tvary reliéfu a zarovnanými povrchy ve výšce přes 1000 m n. m. Krystalické břidlice jsou v Serra do Marão zastoupeny svorem. Žula zde vytváří skalní skupiny typu torů a inselbergů.

## Vegetace
Původní lesy se v Serra do Marão v důsledku dřívější hospodářské činnosti (zejména pastevectví) téměř nezachovaly, jejich nepatrné zbytky jsou tvořeny především borovicemi. Na místě vykácených lesů se rozšířily vřesovištní (vřes, vřesovec, hlodáš) a macchiové (nízké keře a byliny, např. janovec metlatý, ocún) porosty.